# Valldemossa
 	Valldemossa  város Mallorca szigetén.

## Népesség
A település lakosságának változását az alábbi diagram mutatja:
| Lakosok száma | 1770 | 1822 | 1930 | 1995 | 2007 | 2025 | 2003 | 1969 | 2042 | 2016 |
|               | 2001 | 2004 | 2006 | 2009 | 2011 | 2014 | 2016 | 2019 | 2021 | 2024 |

## Képgaléria

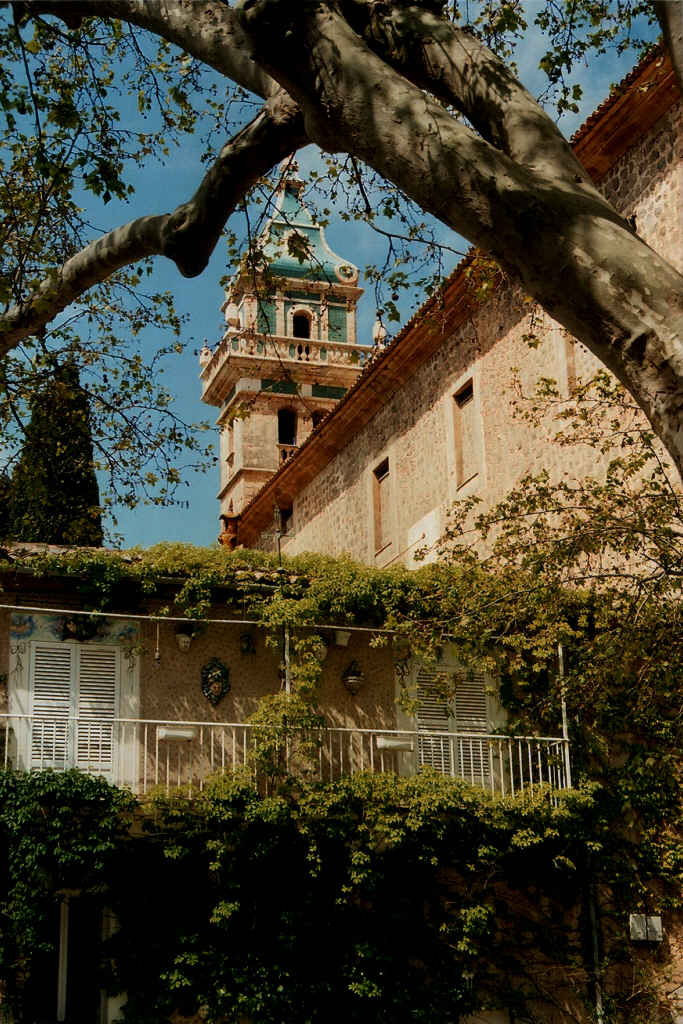
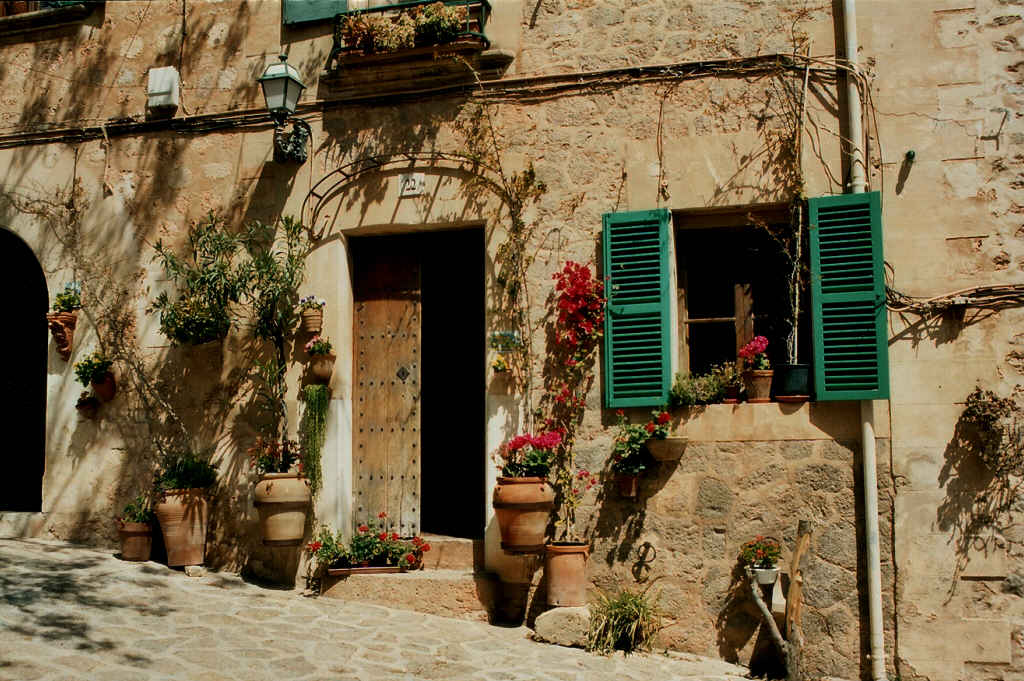
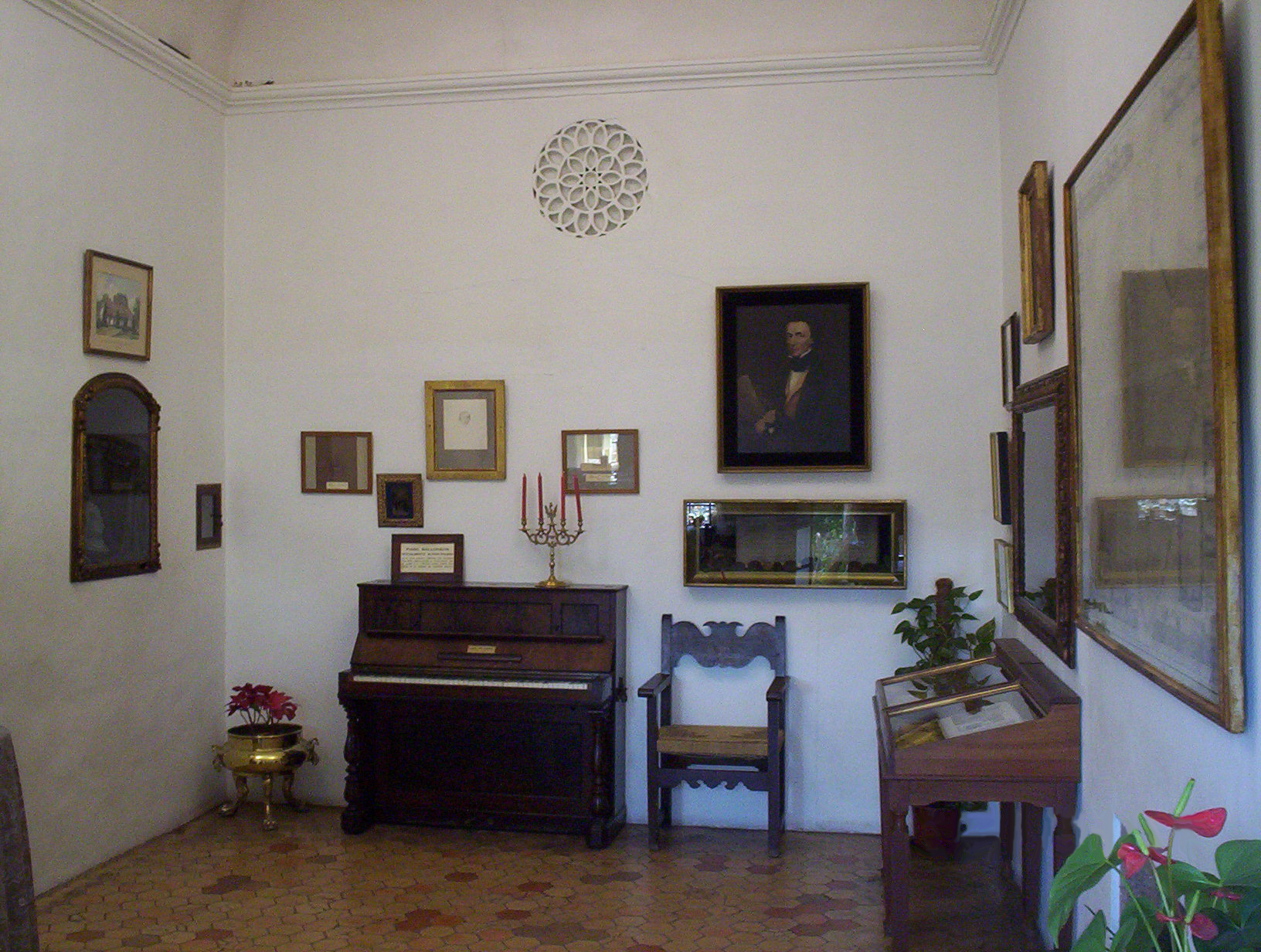

## Külső hivatkozások
- Hivatalos oldal
- French text of George Sand's A Winter in Majorca ("Un hiver à Majorque") at the Gutenberg Website
- International Foundation Can Mossenya - Jorge Luis Borges

1. ↑  Municipal Register of Spain of 2024